# Glacialoca caerulea
Glacialoca caerulea är en urinsektsart som först beskrevs av John Tenison Salmon 1941.  Glacialoca caerulea ingår i släktet Glacialoca och familjen Paronellidae. Inga underarter finns listade i Catalogue of Life.